# 11836 Eileen
11836 Eileen (1986 CB) là một tiểu hành tinh bay qua Sao Hỏa được phát hiện ngày 5 tháng 2 năm 1986 bởi C. S. Shoemaker và E. M. Shoemaker ở Đài thiên văn Palomar.